# Wilhelm Brügmann (Politiker, 1788)
Johann Theodor Wilhelm Brügmann (* 27. Dezember 1788 in Dortmund; † 16. Januar 1854 ebenda) war ein deutscher Verwaltungsjurist und Unternehmer, der lange als Bürgermeister der Stadt Dortmund wirkte.

## Leben

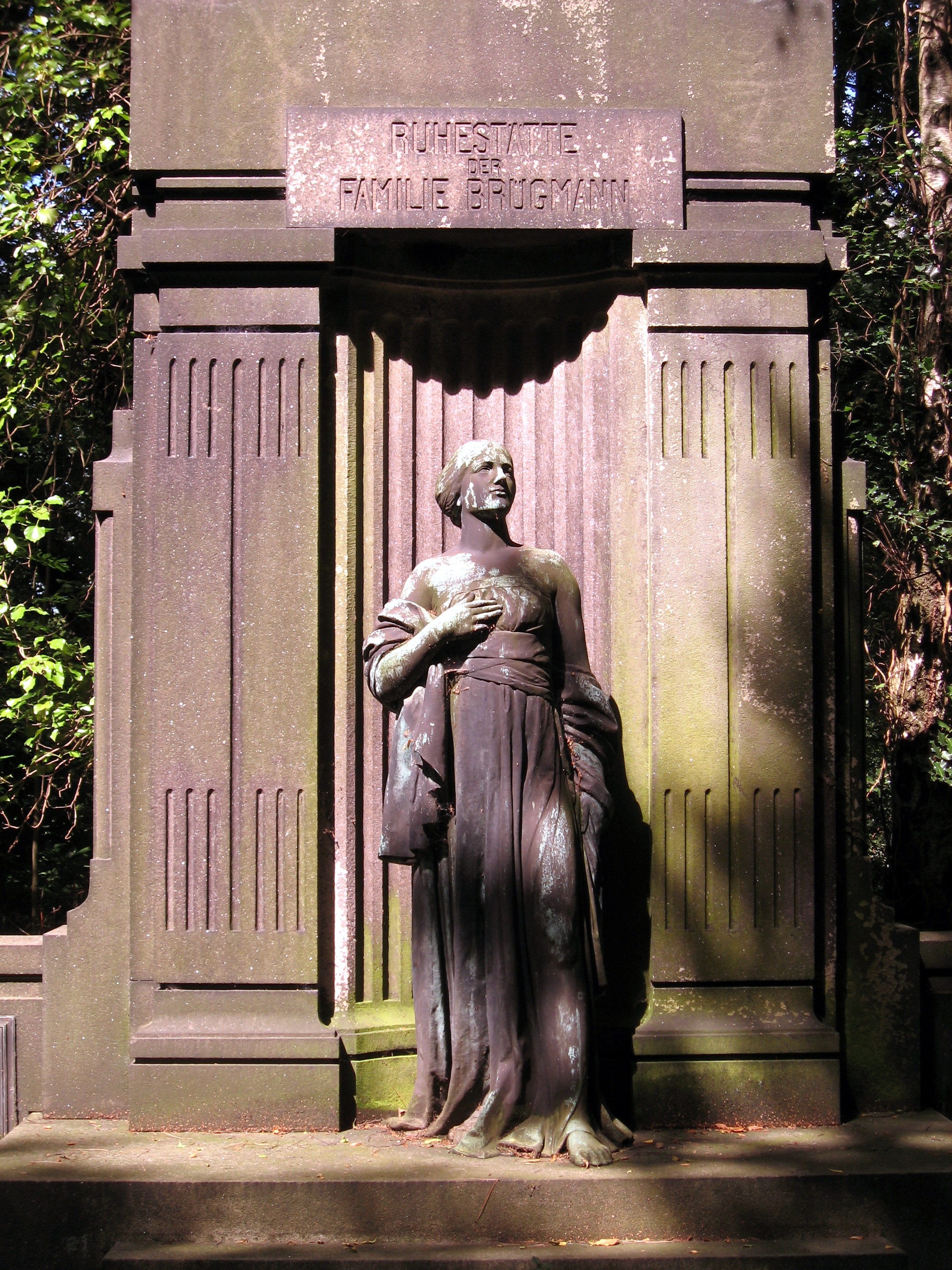
Grabmal der Familie Wilhelm Brügmann auf dem Ostenfriedhof in Dortmund

### Herkunft und Ausbildung
Wilhelm Brügmann wurde am 27. Dezember 1788 in Dortmund als Sohn des späteren Maire Johann Arnold Caspar Brügmann und dessen Frau Wilhelmine Brügmann geb. Nies geboren. Das Paar hatte eine weitere Tochter, die aber schon im Alter von zehn Jahren starb. Wilhelm Brügmann wurde evangelisch getauft. Die Familie des Vaters stammte ursprünglich aus dem Sauerland, der Stammvater der Dortmunder Linie ließ sich 1588 in der Stadt nieder. Über vier Generationen waren Mitglieder der Familie Brügmann in Dortmund als Gerichtsschreiber, Freigrafen, Geistliche, Ratsherren und Bürgermeister tätig.
Wilhelm Brügmann studierte nach dem Besuch des Stadtgymnasiums Dortmund Rechtswissenschaft an der Universität Halle. Sein Studium unterbrach er zweimal zur Teilnahme an den Befreiungskriegen, in denen er bis zum Hauptmann der ersten westfälischen Landwehr-Infanterie aufstieg.

### Persönliches
Nach Beendigung des Studiums ging Brügmann zurück nach Dortmund und übernahm von seinen Eltern den ausgedehnten Grundbesitz inner- und außerhalb der Stadt. Sein eigentliches Augenmerk richtete sich aber schon bald auf die kommunalpolitische Tätigkeit. Er heiratete am 13. Mai 1821 Henriette Emilie Loebecke (1798–1822), ebenfalls aus einem alten Dortmunder Ratsgeschlecht stammend, die jedoch schon ein Jahr nach der Heirat an Kindbettfieber starb. Brügmann heiratete am 3. Juni 1824 in zweiter Ehe die französischstämmige Katholikin Maria Josephine Lemaire (1800–1852), Tochter des Ludwig Joseph Lemaire. Das Paar hatte zusammen neun Kinder, darunter Eduard Ludwig, genannt Louis. Wilhelm Brügmann starb am 16. Januar 1854 in Dortmund. Sein Grab befindet sich auf dem Ostenfriedhof Dortmund.

## Wirken

### Frühe politische Arbeit
Nach der Rückkehr nach Dortmund trat Wilhelm Brügmann aktiv in das politische Leben der Stadt ein. Im Jahr 1818 wurde er zum Gemeinderat gewählt, ein Jahr später, im Alter von 31 Jahren, wurde er Beigeordneter im Magistrat und 1829 Kreistagsdeputierter. 

### Bürgermeister
Am 22. März 1832 wurde er als Nachfolger Franz Mallinckrodts zum Bürgermeister der Stadt Dortmund gewählt. Er übte dieses Amt zunächst ehrenamtlich aus und bekam lediglich Büro-Unkosten von 100 Talern pro Jahr erstattet. Nach Einführung der revidierten preußischen Städteordnung vom 17. März 1831, die in Dortmund 1834 erfolgte, erhielt er ab 1835 ein jährliches Gehalt von 600 Talern. Die revidierte preußische Städteordnung erlaubte außerdem wieder die Wahl der Bürgerschaftsvertreter durch die Bürger; eine Veränderung, die in der Presse kaum aufgenommen wurde und zunächst zu keiner großen politischen Beteiligung führte. Erst 1840 kam es zu Auseinandersetzungen zwischen den etablierten alteingesessenen Dortmunder Familien und den Zugezogenen, die sich nicht ausreichend repräsentiert fühlten, bei denen Brügmann auf der Seite der alteingesessenen Familien stand, sein Gegenspieler war der aus Hamm stammende Carl Fechner. Brügmann sah Dortmund als Verwaltungsstadt wie zu französischen Zeiten und glaubte zunächst nicht daran, dass Fabriken in einer Ackerstadt aufblühen könnten. Trotzdem leitete er Veränderung in der Stadt ein. So ließ er beispielsweise die Straßen nach Münster und in das Ruhrtal ausbauen und die Stadttore abbrechen. 
Während Brügmanns Regierungszeit nahm die Industrialisierung in und um Dortmund rapide zu: Die ersten Tiefbau-Zechen (Zeche Crone in Hacheney und Zeche Freie Vogel & Unverhofft in Schüren) wurden abgeteuft, in Hombruch wurde eine Eisengießerei eröffnet, in Hörde die Hermannshütte. In Dortmund selbst wurde 1841 die Stadtsparkasse gegründet, es entstanden eine Eisengießerei und eine Dampfmühle, Heinrich Wenker und Wilhelm Overbeck führten die untergärige Brauart ein und die Einwohnerzahl stieg auf fast 10.000 Menschen an. In dieser Zeit setzte sich Wilhelm Brügmann für den Anschluss Dortmunds an die Köln-Mindener Eisenbahn ein, deren Trasse zunächst über Lünen geführt werden sollte. 

### Brügmann & Sohn und weitere Aktivitäten
Bei der Bürgermeisterwahl vom 10. Dezember 1846 kandidierte Brügmann nicht mehr, möglicherweise um eine Niederlage zu vermeiden. Trotzdem setzte er sich noch stark für ein reines Klassenwahlrecht ein. Am 1. Juli 1847 übergab er das Bürgermeisteramt an Karl Zahn, dem ersten Dortmunder Bürgermeister, der nicht aus einer alteingesessenen Ratsfamilie stammte. Er trug sich zunächst mit dem Gedanken, aus Dortmund fortzuziehen, gründete dann jedoch am 1. Dezember 1848 gemeinsam mit seinem Sohn Louis die Holzhandlung W. Brügmann & Sohn. Sie befand sich zunächst auf dem Familiengrundstück in der Innenstadt, wurde dann aber 1852 auf ein Gelände zwischen Bornstraße und Eisenbahn außerhalb der ehemaligen Stadtmauern verlegt. Neben der Holzhandlung verfügte das Unternehmen über eine Dampfsäge- und Fournier-Schneidemühle. Der eigentliche Aufstieg dieses Unternehmens zu einer der größten Holzhandlungen Deutschlands geht jedoch auf Louis Brügmann zurück.
Von 1833 bis 1837 war er für den Stand der Städte und den Wahlbezirk Mark für die Stadt Dortmund Abgeordneter im Provinziallandtag der Provinz Westfalen. Wilhelm Brügmann war zudem von 1832 bis 1834 Vorsitzender der Gesellschaft Casino.